# Сан Пелађа (Л'Аквила)
Сан Пелађа (итал. San Pelagia) је насеље у Италији у округу Л'Аквила, региону Абруцо.
Према процени из 2011. у насељу је живело 37 становника. Насеље се налази на надморској висини од 392 м.